# Berlin Brigade

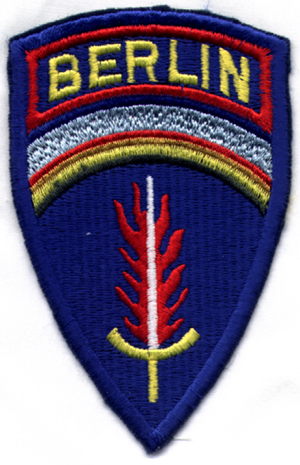
Ärmmärke för Berlinbrigaden i USA:s armé.

Berlin Brigade, Berlinbrigaden,  var namnet på brigaden som utgjorde de amerikanska arméstyrkorna i Västberlin som upprätthöll den Amerikanska ockupationszonen från 1945 till Tysklands återförening 1990. Berlinbrigaden avvecklades 1994.